# Monika Zehrt
Monika Zehrt (Riesa, 1952. szeptember 29. –) kétszeres olimpiai bajnok német atléta.

## Pályafutása
Tagja volt az 1971-es Európa-bajnokságon aranyérmes keletnémet négyszer négyszázas váltónak.
Két aranyérmet nyert az 1972-es müncheni olimpiai játékokon. Dagmar Käsling, Rita Kühne és Helga Seidler társaként győzött a négyszer négyszázas váltóversenyen, valamint megnyerte a négyszáz méteres síkfutás versenyszámát is. Utóbbin a nyugat-német Rita Wilden és az amerikai Kathy Hammond előtt, új olimpiai rekordot futva nyerte meg a döntőt.

## Egyéni legjobbjai
- 100 méteres síkfutás - 11,3 s (1973)
- 200 méteres síkfutás - 22,8 s (1972)
- 400 méteres síkfutás - 50,0 s (1972)